# Dicranomyia (Zelandoglochina) atrovittata
Dicranomyia (Zelandoglochina) atrovittata is een tweevleugelige uit de familie steltmuggen (Limoniidae). De soort komt voor in het Australaziatisch gebied.